# 阿雲案
阿云案又稱登州阿云案，為北宋时發生在京東東路登州（今山东省境）的一起謀殺未遂案，記載於《宋史》卷二百一，志第一百五十四，刑法三，及《文獻通考》卷一百七十，刑考，詳讞。此案在神宗熙寧元年（1068年），引發了律敕之爭，學界有人認為此乃新舊黨爭的一部分。

## 案發經過
起初，登州的阿云在為母親服丧期間，被许嫁韦阿大。阿云嫌弃韦阿大相貌丑陋，夜间韦阿大睡于田舍之际，阿云對睡夢中的韦阿大一陣亂砍，卻只砍掉韦阿大一個指頭。而後韦阿大報官，起初官吏朝向強盜殺人方向偵辦，但很快懷疑阿云。县尉令弓手抓到阿云，问:「是你斫伤本夫吗？从实道来，不打你。」，阿云遂承認罪行。

## 後續發展
自熙寧元年初審時遭判絞刑，至次年朝廷裁決減罪二等，貸死，共分為以下數個階段。

### 案件審判
根據《宋律》，謀殺親夫是宋律十惡中的惡逆罪，為唯一死刑，阿云是韋阿大未過門的妻子，所以知縣判阿云死刑。而在登州知州許遵複查時，許遵很同情阿云，於是以阿云在守孝期間婚約無效，且後果並不嚴重為由，依照皇帝敕令得出「從減等斷遣」的減刑意見，建議只判有期徒刑。
上報到大理寺，案件奏報朝廷後，案件終審機構大理寺仍認為其就算不是韋阿大的妻子，也是蓄意謀殺，仍維持死刑。
最高審判機關審刑院和大理寺認可許遵關於韋大尚未成為阿云丈夫的判斷，但在定罪方面，卻選擇適用與皇帝敕令衝突的宋律條文，即《宋刑統》：「諸謀殺人者，徒三年；已傷者，絞；已殺者，斬」，改判阿云以「謀殺已傷」論以絞刑。
當時，許遵正好升官擔任大理寺卿，此時皇帝亦下詔書宣布，若謀殺罪犯在用刑前如實供認，以自首對待，可不判死。許遵便以皇帝詔書為據，將阿云改判為有期徒刑。

### 律敕之爭
御史台因此反對許遵調任並紛紛上章彈劾，認為他枉法，許遵遂請求宋神宗將案件發由兩制討論，評判的司馬光和王安石分別是傳統派和改革派，講求慎刑的王安石支持許遵的自首減刑判決，要求嚴懲的司馬光則堅持處死，最後由神宗下詔同意王安石的意見並送刑部複審。
此時御史滕甫和錢顓請求再選官定議，神宗又招來翰林學士呂公著、韓維、知制誥錢公輔重議，結果三人主安石所議，對此神宗再次予以肯定。但刑部否定宋神宗「敕貸阿云死」的終裁，在支持改判意見的同時，亦認定許遵枉法裁判，宋神宗並未表示意見，而選擇嘉獎許遵並調其入京任職大理寺，暗示自己的立場。之後，審刑院和大理寺的法官齊恢、王師元等人，彈劾呂公著「所議為不當」，故神宗三詔法官同安石集議，兩方反复論辯，法官益堅其說。

### 以敕破律
兩方僵局未破，宋神宗於隔年（熙寧二年）二月庚子下詔「今後謀殺人自首，並奏聽敕裁」，在敕律衝突中以敕破律。同月，王安石拜參政知事，開始主持熙寧變法。這一連串事件激起了司馬光為首的士大夫的不滿，刑部和御史台聯合抗議，拒不執行庚子詔書。宋神宗感覺到形勢過於緊張，為緩和對立矛盾，第三次下詔：「自今謀殺人自首及按問欲舉，並以去年七月詔書從事。」由於司馬光等臣僚再三請求，宋神宗將該案交由兩府，即中書省和樞密院同議，結果仍是議而不合。
最後，神宗於熙寧二年八月第四次下詔，廢除第三次詔，要求按二月庚子詔書從事。至此，論爭了一年之久的謀殺自首法乃定，皇帝敕令成功破律，成為通行全國的法律。
阿云案的審判關鍵，乃是禮與刑之用。現在解釋阿云案時，提出「以敕破律」說，但是宋朝當時雙方辯論之爭執不是敕與律何者適用，宋神宗也未曾想要利用此案擴大敕令的範圍。「夫執條據例者，有司之職也；原情制義者，君相之事也。分争辨訟，非禮不決。禮之所去，刑之所取也。阿云之事，陛下試以禮觀之，豈難決之獄哉？彼謀殺為一事、為二事，謀為所因、不為所因，此苛察繳繞之論，乃文法俗吏之所争，豈明君賢相所當留意邪？今議論嵗餘而後成法，終於棄百代之常典，悖三綱之大義，使良善無告，奸凶得志，豈非徇其枝葉而忘其本根之所致邪？若此之類，臣竊恐似未得其要也」（《歷代名臣奏議》卷三十六，四庫全書文淵閣本，頁十二，神宗熙寧二年司馬光上體要疏，結尾論阿云案）。阿云案之爭，乃是禮與刑之辨。
此案以宋神宗下詔、王安石之議得勝、定「謀殺傷首原法」、劉述等六人貶官、阿云免死定案。阿云此後下落，史籍未提。現代里巷造謠，說司馬光多年以後復論此案，處死阿云，實乃厚誣古人，並無其事。清末法律名家沈家本詳論此案（見《寄簃文存，卷四，宋阿云之獄），最後引乾隆帝《歷代通鑑輯覽》御批，曰：「《歷代通鑑輯覽》御批云：『婦謀殺夫，悖惡極矣！傷雖未死，而謀則已行，豈可因幸而獲生以逭其殺夫之罪？又豈可以按問即服遂開以自首之條？許遵率請未減，已為廢法，即科以故出而罷之，亦不為過。劉述身為刑官，執之誠是。安石乃袒遵而詆述，且定謀殺首原之令，不特兇婦因曲宥以漏網，非所以飭倫紀，且使姦徒有所恃而輕犯，尤不足以止辟。安石偏執妄行，不復知有明罰。敕法公議而貶逐正人，尤逞其無忌憚之心。小人肆毒，乃至是哉！』... 綜而論之，阿云謀殺未婚夫，刀斫十餘創之多，並斷其一指，情形極為兇惡。殺而不死，乃不能，非不為也。初無追悔之心，未有首陳之狀。許、王所議，顯與律意相違。此獄關係倫紀，當日劉述諸人齗齗辯論，實非得已。邱文莊衍溫公之說，固足以斷斯獄。伏讀御批，義正辭嚴，洵為千秋定論，故謹備錄于右云。」